# Носаки 13
Носаки 13 — скіфський курган другої половини IV століття до н. е. у Запорізькій області. Досліджувався під керівництвом І. П. Савовського у 1972 - 1974 роках. Могила пілофорів другого рівня.

## Загальна інформація
Курган Носаки 13, входить до складу курганного могильника урочища Носаки, Запорізької області, в 10 км. на південний-захід від села Балки, Василівського району Запорізької області. В 3 км на схід від могильника знаходиться курганна група Гайманова Могила. 

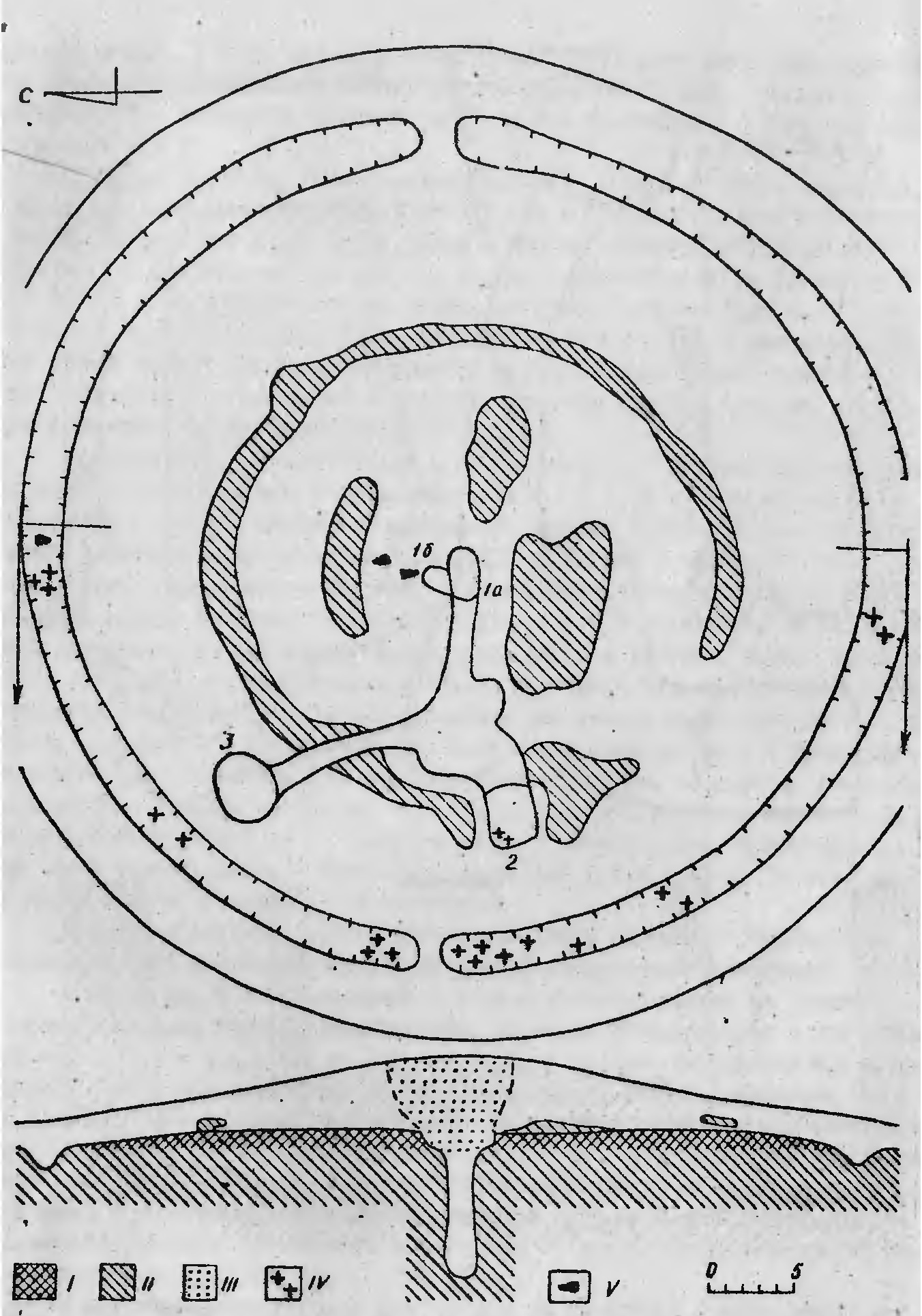
Рис. 1. План та розріз кургану № 13 :
I - похований чорнозем;
II - материк;
III - заповнення грабіжницького ходу;
IV - місце виявлення кераміки;
V - череп коня.

## Опис насипу
Напівсферичної форми, мав висоту 3,45 м над давнім горизонтом, діаметр 48-50 м. Поверхня кургану була сильно пошкоджена окопами періоду Другої Світової війни. 
Насип був споруджений з пухкого чорнозему в один прийом. Похований чорнозем був простежений на відстань 28 м. Під курганом виявлено ровик з внутрішнім діаметром 38 м та глибиною 1,8 м. Ширина ровику на рівні материку сягала 3 м, заповнення ровику складалося із щільного, покритого білим нальотом солей чорнозему. В східній та західній частинах ровику були залишені перемички шириною 1,5 та 1 м. Біля західної перемички, на рівні похованого чорнозему було виявлено кам'яну плиту розмірами 1,6 × 1,02× 0,3 м, а під нею - кістки тварини та амфорний бій. Сліди тризни також простежені в ровику на північ та південь від західної перемички від проходу. В північній частині ровику на дні виявлено череп коня.

## Крепіда
Під насипом була виявлена потужна крепіда з вапнякових каменів різного розміру, які покривали схил кургану на 1/3. Нижнім кінцем крепіда входила в ровик. Окремі камені були виявлені й за зовнішнім кінцем ровику. Товщина крепіди 0,35-0,40 м, максимальна - до 0,65 м. 
На рівні похованого чорнозему в 1,5 м на захід та в 5 м на північ від центру виявлений череп коня, а на 1 м на південь від нього - інший череп.

## Опис конструкції
Під насипом виявлено чотири вхідні ями, що вели в одну велику камеру - гробницю, утворену трьома з'єднаними камерами.

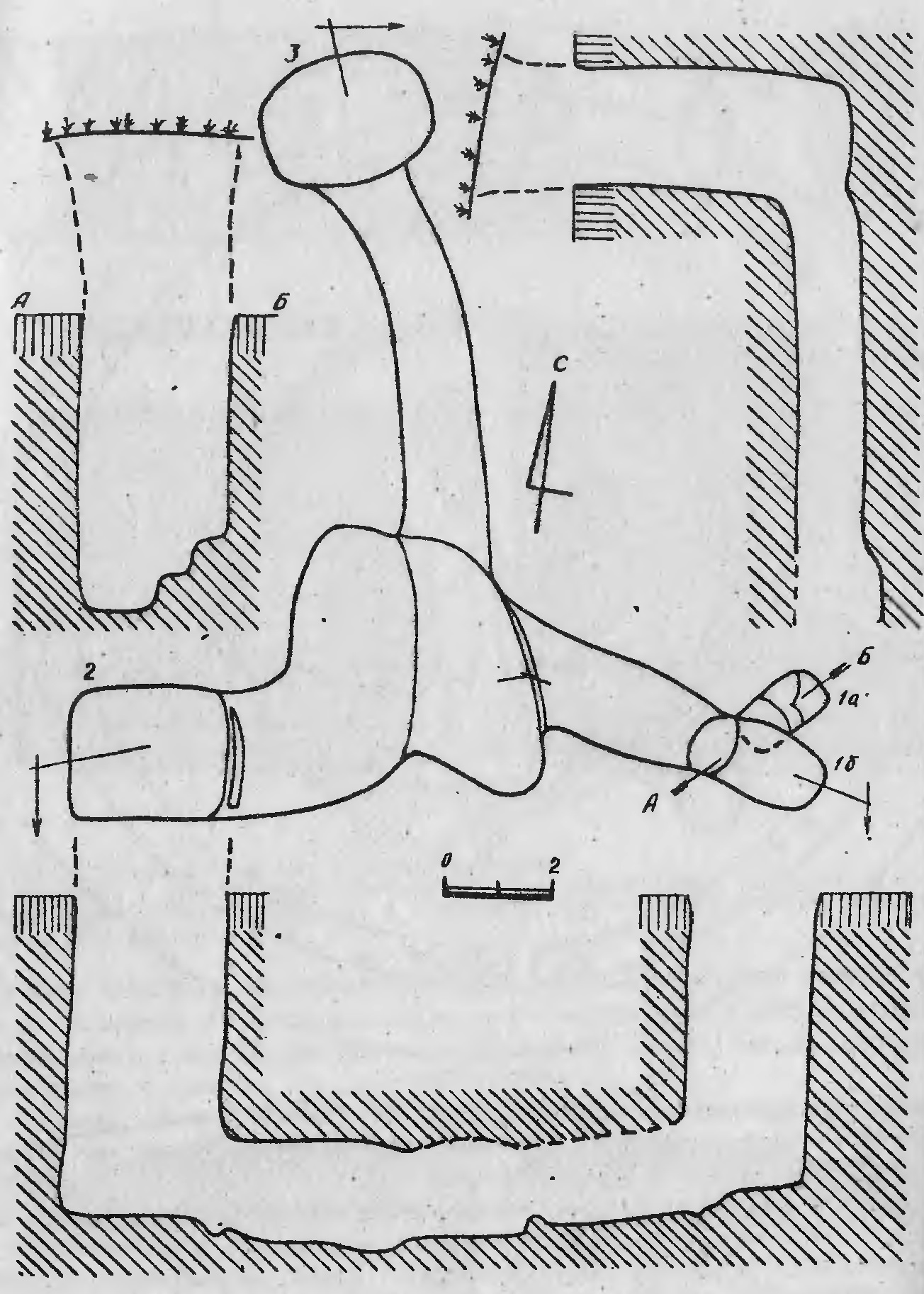
План та розрізи поховань №№ 1, 2, 3 кургану № 13

### Вхідна яма № 1а
Вхідна яма № 1а (основна) розташована в 1,5 м на північний захід від центру. Овальна в плані, розмірами 2,65 х 1,40 м, орієнтована довгою віссю по лінії захід - схід, вирита з рівня похованого чорнозему до глибини 7,2 м. У західної стінки, де починається вхід у дромос, дно ями обривається уступом до глибини 7,5 м і плавно знижується, переходячи у напівдромос. Біля входу в дромос, по всій ширині, помічено поглиблення шириною до 8 і глибиною до 7 см. Заповнення вхідної ями складалося з щільного затеклого чорнозему. На глибині 6,9 м виявлено людські кістки і нижня частина горщика XVIII в. Горщик кружальної з виступаючим донним бортиком. Діаметр дна 8,5 см. На дні помітні сліди кіптяви. Мабуть, каганець грабіжників більш пізнього часу.

### Основний дромос вхідної ями
Основний дромос вхідної ями. Довга вісь дромосу є продовженням довгої осі вхідної ями № 1а. Довжина дромосу 3,75 м, ширина у ями 1,35, в кінці I, 75 м; висота зводу через обвал всього комплексу не простежена. Заповнення дромосу складалося з двох шарів: нижнього - пухкий чорнозем і верхнього - материкова глина. Підлога дромосу поступово знижувалася до позначки 7,75 м і впиралася в материковий виступ, який відділяв дромос від камери подібно до порогу. Підлога камери розташована на рівні 8,0 м. Камера в плані трапецієподібна з овальними кутами, розміри її по осях 2,25 х 3,50 м, орієнтована по довгій осі північний захід - південний схід. Висота камер не простежена. Заповнення камери глинисто-лесове. На дні камери лежали розрізнені людські кістки. У підлозі західної частини камери виявлені сліди п'яти проколів в лесі, що нагадують сліди від проколів акінаком. Мабуть, грабіжники прощупували підлогу камери. У західній частині камера з'єднувалася з камерами вхідних ям № 2 і 3.

### Вхідна яма № 1 б
Вхідна яма № 1 б, орієнтована по лінії північний схід - південний захід, мала вигляд напівовалу розмірами 1,65 х 1,1м і примикала до північно-східної стінці вхідної ями № 1а, біля входу в дромос. Опущена до рівня дна основної ями. В ямі зроблено три уступу: перший - шириною 0,55 на глибині 9,2 м від О (5,8 м від похованого чорнозему); другий - шириною 0,25 на 0,15 м нижче першого; третій - шириною 0,55 м на глибині 9,9 м від 0. В заповненні ями на рівні першої сходинки виявлені фрагменти срібної гривни з гладкого дроту з потовщеннями на кінцях, перетином 0,45 см . Тут же виявлені розрізнені кістки людини.

### Вхідна яма № 2
Вхідна яма № 2 розташована в 12 м на захід від центру. Прямокутна в плані з закругленими кутами, розміром 2,9 х 2,37 м, орієнтована по лінії захід - схід, опущена в материк на глибину 7,16 м. Стінки на дно трохи розширюється до розмірів 3,05 х 2,6 м. на дні у західній стінки в південному куті виявлені кістки коня, а також сліди деревного тліну. Похоронна камера примикала до східної стінки ями і відокремлювалася від неї ровиком, влаштованим на всю ширину входу, шириною 9, а глибиною 8 см. Біля рівчака виявлені сліди дерев'яного тліну, кілька уламків цвяхів і скоб, залізний предмет, що нагадує перемичку для запору дверей .

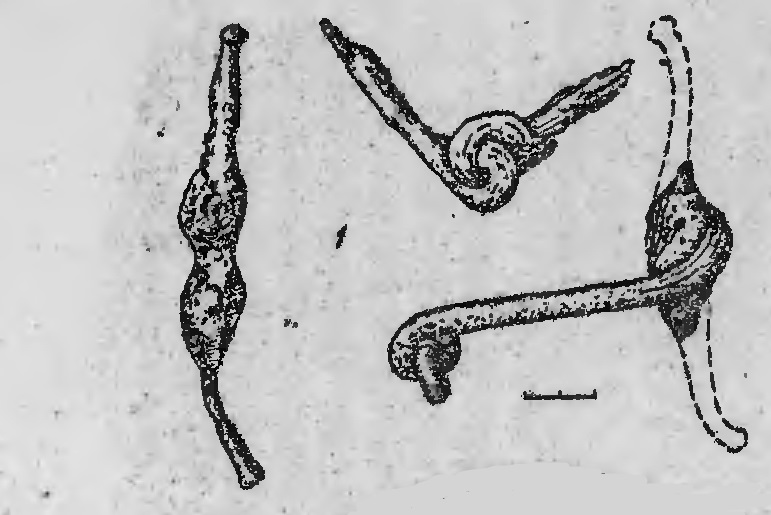
Фрагменти вудил з вхідної ями №3

Довжина предмета 11, товщина 0,5 см. Один кінець розширено до 1,8 см і має прямокутний отвір довжиною 1,5 і шириною 0,6 см, на іншому, витонченому кінці - круглий отвір. Пол камери нижче дна впускний ями на 0,62 м і досягає рівня 7,78 м. Камера в плані овальної форми, орієнтована по лінії північний схід - південний захід, розмірами 3,5 х 2,75 м; висота камери біля входу 1,65 м, у центр - не простежено.Під південно-східною стінкою виявлені сліди органічної підстилки розмірами 0,25 х 0,65 м і чотири бронзових тригранних наконечники стріл.

### Вхідна яма № 3
Вхідна яма № 3. Розташована в 15,5 м на північний захід від центру.
У плані овальної форми, орієнтована по лінії північний схід - південний захід, розміри по осях 3,4 х 2,5 м. Вона опущена в материк на глибину 6,2 м, де набуває форму прямокутника з закругленими кутами, розмірами 3, 3 х 2,25 м. У південно-західній частині ями на глибині 2,95 м лежали залізні вудила, складені купкою. Вудила були настільки сильно корозовані, що визначити їх кількість неможливо. Упізнано тільки два типи псалій: а) прямі, з круглими і потовщеними кінцями і потовщеною серединою у вигляді вісімки з двома отворами; б) аналогічні першим, але кінці вигнуті в протилежні сторони.

## Поховання

### Поховання 1
У заповненні, на глибині 4 м в 0,5 м від східної стіни, виявлений череп коня, в східному кутку - кістки бика, в західному - купа жертовних кісток, серед яких лопатка і череп коня. У північно-східній частині ями розкидані людські кістки, десять золотих платівок , підвіска, десять різних намистин, сім пронизок, три ворварки та половина золотої намистини у вигляді лусочки, діаметром 0,3 см.

### Знахідки з поховання 1
- Платівка золота, квадратна (розмір сторони 3,5 см), з отворами по кутах і стилізованим зображенням квітки, що розпустилася. По краях рельєфний бортик з імітацією зерні.Золоті пластинки, полуовальной форми, розміри по осях 1,6 х 1,2 см з рельєфним зображенням грифона (8 екз.).Платівка золота, прямокутної форми з обламаними краями, розміри 4,6 х 1,8 см. Зображення рельєфне, невизначене, у вигляді поперечних хвилястих ліній (I екз.).
- Золота підвіска у вигляді амфори з вушком на шийці: Висота 1,7, діаметр по корпусу 0,5 см.

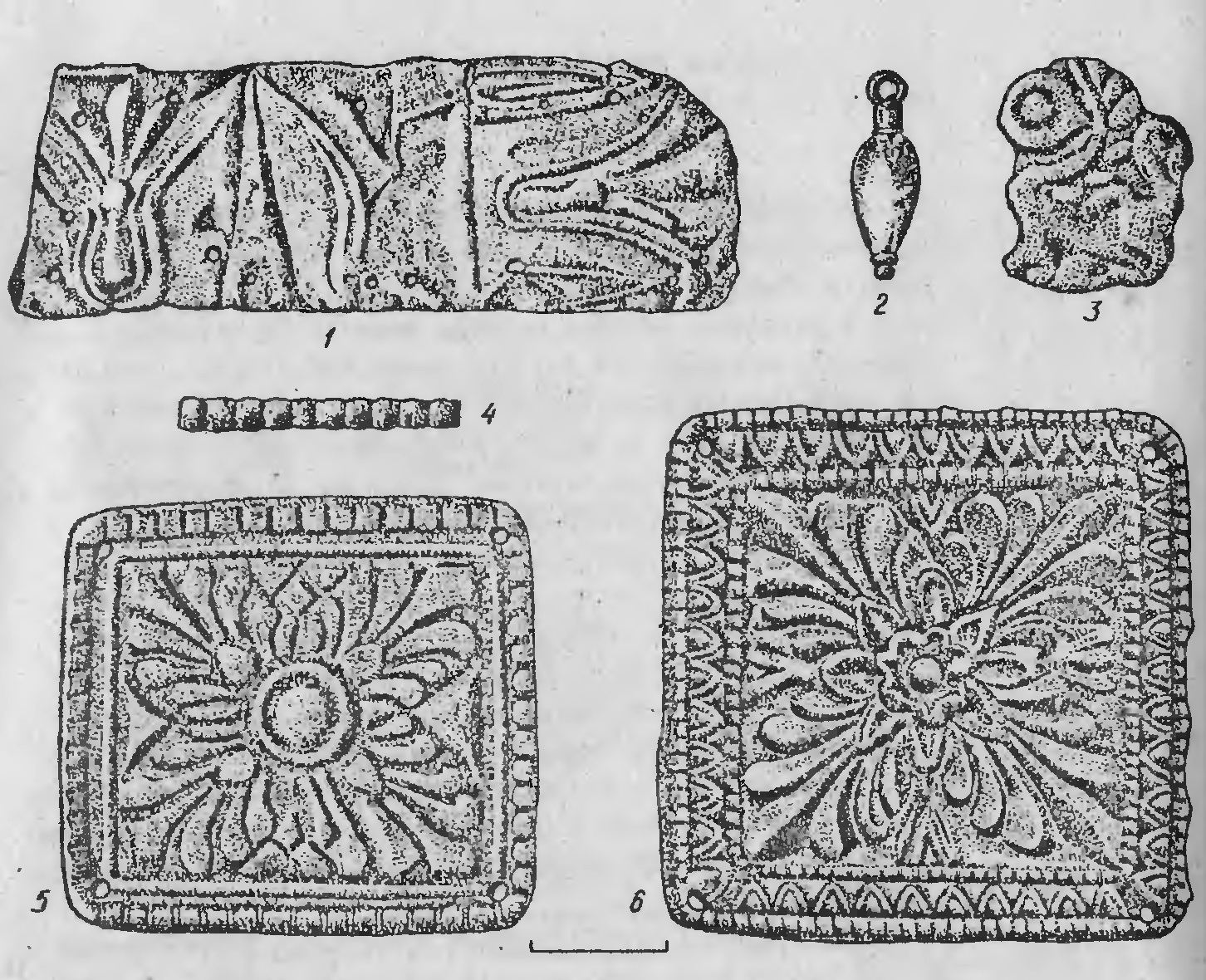
Прикраси з кургану Носаки 13: 1. Пластина з рослинним орнаментом з поховання 1 2. Амфороподібна підвіска з поховання 1 3. Пластина з зображенням грифона з поховання 1 та поховання 2 4. Пронизка з кургану Носаки 14 5,6. Пластини з зображенням квітки, що розпускається з поховання 1 та поховання 2

- Прикраси з кургану Носаки 13:   1. Пластина з рослинним орнаментом з поховання 1   2. Амфороподібна підвіска з поховання 1      3. Пластина з зображенням грифона з поховання 1 та поховання 2      4. Пронизка з кургану Носаки 14      5,6. Пластини з зображенням квітки, що розпускається  з поховання 1 та поховання 2  Намиста керамічні, біконічні з бортиком по центру корпусу, покриті пунсонів орнаментом, зі слідами позолоти. Найбільший діаметр 0,76 см, висота 1,2, діаметр отвору 0,4 см (2 екз.).Намиста керамічні, біконічні з гладкою поверхнею, з ледь помітними слідами позолоти. Діаметр 0,7, висота 1,2 см (3 прим.).Круглі пастові намиста, жовтого, блакитного до коричневого кольорів. Діаметр 0,5, товщина 0,35 см (5 екз.).
- Пронизки золоті у вигляді гофрованої трубочки, довжиною 1,7 - 1,8 ом, діаметром 2,5 мм (5 екз.). Пронизки пастові, блакитні. Довжина 0,8, діаметр 0 * 3 см. Пронизки керамічні, з гладкою поверхнею, довжиною 1, 6 см. Діаметр на одному кінці 0,35, на іншому - 0,22 см.
- Ворварка бронзова, конічна, пустотіла. Висота 0,9 см, зовнішній діаметр 2,3, діаметр отвору 0,75 см. Ворварка кістяна, конічна. Висота 0,6 см, діаметр 1,8, діаметр отвору 0,55 см. ,Ворварка кістяна, конічна, висота 0,6 см, зовнішній діаметр I, 2, діаметр отвору 0,4 см.

### Поховання 2
Дромос починається біля південно-східної стіни нижче дна ями № 3 на 0,3 м і, поступово знижуючись, вигинається до південно південно-східної стінки. На рівні 7,13 м він з'єднується з дромосом могильної ями № I. Трохи західніше дромосу розташована похоронна камера № 3. Розміри дромосу: довжина 7,5 м, ширина від 1,45 до 1,6, висота 1,35 м. У центрі дромосу виявлені череп людини, намистина, три золоті платівки, череп коня і залізне кільце, діаметром 1,8 см, і кілька залізних уламків. В 5,5 м від вхідної ями - жертовні кістки тварин, а біля них - ворварка та дві  вуздчені бляхи. 

### Знахідки з поховання 2
- Бусина з блакитної пасти, глазчата, циліндричної форми. В центрі кола намистини йдуть "глазки" з білої пасти, облямовані двома кружками. По краях нанесені в два ряди очі з білої і жовтої паст. Довжина намистини 1,8 см, зовнішній діаметр 1,5, діаметр отвору 0,45 см.
- Золота пластинка овальної форми з рельєфним зображенням грифона. Аналогічна виявленим у вхідній ямі № 3, у доброму стані.
- Золоті пластинки, квадратної форми, зі стилізованим рельєфним зображенням квітки, що розпустилася. Аналогічні знайденим у вхідній ямі № 3.
- Ворварка бронзова, пустотіла, конічна. Висота 0,9 см, зовнішній діаметр основи 2 см, діаметр отвору 0,65 см, у доброму стані.
- Дві срібні бляхи, плоскі з загорнутими краями і двома отворами, в яких збереглися залізні заклепки з шайбами і слідами шкіри під ними. Діаметр блях 5 см.

### Поховання 3
Поховальна камера № 3 з'єднана з камерою № 1, а з південного боку з камерою № 2. Підлога камери № 3 нижче підлоги камери № 1 на 7 см, а по відношенню до камери № 2 вище на 33 см. Камера овальної форми, в плані розміром 2 х 2,5 м, орієнтована по довгій осі північ - південь. Висота камер не простежена. Заповнення камери складалося з суміші жовтої глини і лесу. У північній частині камери виявлені щелепа і частина тазу дитини. Під західною стінкою виявлено кілька людських кісток. Поховальний комплекс пограбований.